# Cliff Empire
Cliff Empire — відеогра жанру симулятора містобудування, розроблена українською студією Lion's Shade, видана в 2018 у дочасному доступі а 6 серпня 2019 року в повній версії.
Завданням гравця є розбудова міст, розташованих на верхівках скель, щоб після ядерного конфлікту відродити Землю, огорнену радіоактивним туманом. Компактність ігрового процесу передбачає будівництво одразу трьох невеликих міст в межах одного випадково згенерованого рівня.

## Ігровий процес

Одне з міст на скелі

Перед початком гри гравець може обрати режим: пісочниця, звичайний чи оборона (англ. tower defense). У режимі пісочниці гравець може зосередитися на будівництві міста на свій розсуд, не турбуючись про кошти та дослідження нових технологій. У звичайному режимі потрібно будувати місто поетапно, добуваючи ресурси, відкриваючи нові технології та піклуючись про потреби поселенців. У режимі оборони гравець повинен додатково захищати місто від хвиль нападників, розставляючи збройні точки.
Після вибору режиму пропонується обрати умови трьох скель, на яких будуються міста (іноді їх може бути більше, ніж три). Скелі відрізняються своєю геометричною формою, розмірами, наявністю водойм і покладами ресурсів. Кожне місто таким чином має різні стартові умови. Одне може отримати багато світла, інше обвіватися сильнішими вітрами, мати родючіші ґрунти чи стояти на багатших покладах мінералів.
Перед гравцем стоїть завдання розвинути інфраструктуру на кожній скелі, використовуючи доступні простір і ресурси максимально ефективно. Площа скелі поділена на умовні клітинки. Споруди, залежно від свого типу, можуть займати різну кількість клітинок.
Будівництво міста починається зі спуску з орбіти складу, який надає стартовий запас ресурсів і дронів, які будують споруди й переносять вантажі. Надалі потрібно турбуватися про надходження криптовалюти від закладів, видобуток будівельної матерії, добування води (ґрунтової чи з водойм), виробництво енергії, забезпечення населення житлом і харчуванням. Надлишок енергії від сонячних батарей, вітряків або атомних електростанцій спрямовується в акумулятори, потрібні для будівництва та роботи деяких споруд. На фабриках з матерії створюються двигуни, меблі, побутова техніка та ґаджети. Двигуни потрібні для створення частини споруд та виробництва транспорту, а решта забезпечує комфорт населенню. На фермах різного роду вирощуються рослини, які слугують їжею. Важлива не тільки наявність їжі, а й її різноманітність. Потім у місті можна збудувати портал, який щодня доставляє з орбіти платформу, на яку складаються ресурси на продаж і забираються замовлення з космічної станції. Шкідливе виробництво шкодить екології, через що люди хворіють і можуть помирати. Додатково, слід враховувати естетику міста, що залежить, наприклад, від наявності парків. Якщо потреби людей задоволені, місто отримує престиж, що сприяє зростанню кількості поселенців у ньому. Якщо престиж малий, люди покидатимуть місто. Ефективність більшості споруд залежить від того, скільки в них робітників. Безробітні не приносять місту користі, але повинні отримувати мінімальне забезпечення. Кожне місто розвивається незалежно та має окрему інфраструктуру. Проте скелі можуть сполучатися мостами для торгівлі.
Упродовж гри дається низка завдань, які просувають сюжет. Спершу потрібно заробити «очки честі», виконуючи поставки товарів на космічну станцію та витримуючи стихійні лиха чи напади мародерів (у режимі пісочниці цей етап пропускається). Далі необхідно поселити певну кількість людей у містах, підтримати загальний престиж міст і укріпити скелі. Після цього будуються антени для зв'язку зі станцією, що відкриває керування нею як четвертим містом. Відправляючи ресурси на станцію, гравець сприяє пробудженню людей на її борту з анабіозу. Потім станція доповнюється обладнанням, що дозволяє знайти на Землі місце, придатне для побудови повноцінного міста. Фінальний етап гри полягає в розбудові цього міста й заселенні його необхідним мінімумом жителів.

## Сприйняття
Сайт Cultured Vultures зарахував Cliff Empire до 10-и найкращих містобудівних відеоігор усіх часів, зазначивши, що «Хоча вона пройшла повз увагу багатьох, ті, хто в неї грали, загалом високо її оцінили».
Game Rant згадав Cliff Empire серед 10-и найкращих науково-фантастичних містобудівних ігор. При цьому зазначалося, що її візуальний стиль один з найкращих у жанрі.
Rock, Paper, Shotgun вказав Cliff Empire у переліку альтернатив до Frostpunk.
Згідно з PC Gamer, «Концепція Cliff Empire — це першокласна наукова фантастика великої ідеї». Зазначалося, що в грі (в бета-версії) було багато неочевидних механік і непродуманий інтерфейс, але наратив і постійні повороти, що спонукають змінювати стиль гри, забезпечують тривалий інтерес.
За підсумками 2022 року, Cliff Empire потрапила до переліку 25-и найпродаваніших українських відеоігор.